# Ballaban Badera
Ballaban Badera (également connu sous le nom de Ballaban Pacha ou Ballaban Badheri) était un officier militaire ottoman d'Albanie. Conscrit du système d'enfants soldats devshirme, il devient pacha. Ballaban Badera aurait été le premier à escalader les murs de Constantinople pendant son siège. Il occupa le poste de sandjakbey du sandjak d'Ohrid en 1464 et 1465.

## Biographie

### Début de vie
Ballaban Badera naît dans une famille confession catholique en Albanie à Badera, un village de la région de Mat. Né sous le nom de Michael, ses parents sont Mark et Helena. Enrôlé dans le système devshirme, il atteint le rang de pacha dans l'armée ottomane placée sous le commandement du sultan Mehmed II.
Le père de Ballaban, Marc, avait servi dans l'armée du prince valaque Mircea Ier, combattant les Turcs ottomans. Michael, le fils de Mark et Helena, a été kidnappé lors des raids turcs ottomans et rebaptisé Ballaban. Sa mère, Helena, a été tuée lors des raids turcs. Marc, son père, et Constantin, son frère, s'échappèrent et survécurent aux raids. Michael a été élevé comme janissaire et nommé Ballaban Badera, ou Ballaban Pasha ; il était un produit du système devshirme, comme tous les janissaires. Ballaban était l'un des meilleurs généraux de l'armée ottomane sous le sultan Mehmed II. Gjergj Kastrioti (Skanderbeg), que Ballaban Badera rencontrait fréquemment sur les champs de bataille, fut également élevé comme janissaire, sous le même système devshirme que Ballaban.

### Ballaban et Skanderbeg
Ballaban combattit Gjergj Kastrioti Skanderbeg en avril 1465 près de la ville d'Ohrid. Les Albanais furent victorieux, mais Ballaban captura treize de leurs généraux de haut rang, parmi lesquels Moisi Arianit Golemi de Dibra, le commandant en second de Skanderbeg et l'organisateur de sa désertion de la cour ottomane et de son retour ultérieur en Albanie, avec deux des neveux de Gjergj Kastrioti.

## Campagne de Ballaban (1465)

### Constantin, le frère de Ballaban
Ballaban reçut une aide supplémentaire du sultan et fut envoyé à la tête des armées ottomanes contre Skanderbeg une fois de plus, aux côtés d'un pacha albanais appelé Jakub Bej Arnauti, cette fois près de la Haute Dibra, dans la vallée de Vaikal, mais Ballaban, Jakub Bej Arnauti et les armées ottomanes furent à nouveau vaincus. Jakub Bej Arnauti a péri dans cette bataille.
Durant toutes ces aventures historiques, Constantin, le fils de Marc et d'Hélène, et le frère du jeune Michel devenu Ballaban Badera, était un soldat sous le commandement de Gjergj Kastrioti combattant les armées ottomanes dirigées par son frère. Mark, le père du garçon kidnappé Michael, était également un soldat sous le commandement de Gjergj Kastrioti. Marc s'identifia à la cause de Skanderbeg et devint frère juré (« vllam », une pratique répandue parmi les Albanais à l'époque) de Muzak Stresi, le seigneur de Shkodër. Mark irait de l'avant et favoriserait Morsinia, l'héritière albanaise du royaume de Muzak, fille de Muzak Stresi et Mara Cernoviche qui furent assassinés par Hamza Kastrioti, le tristement célèbre neveu de Gjergj Kastrioti (Skanderbeg).
Hamëz Kastrioti s'était approprié les vastes domaines des Stresi et avait des droits de naissance sur les domaines des Kastrioti ; Ballaban Badera vit l'opportunité et organisa le couronnement de Hamëz Kastrioti comme roi d'Albanie, sous le vassalisme des Ottomans. Gjergj Kastrioti (Skanderbeg) a eu connaissance de ces plans et a donné l'ordre de les stopper à tout prix et de faire prendre les armes à toute l'Albanie. La bataille d'Albulena s'ensuit et Hamëz Kastrioti est capturé.
Ballban Badera retourne plus tard en Albanie en tant que général commandant de l'armée sous Mehmet II pendant le deuxième siège de Krujë (1466), où il garde la ville assiégée pendant un peu moins d'un an. Dans cette bataille, Ballaban Badera est tué d'un coup d'arquebuse dans le cou par Gjergj Aleksi, un défenseur de la ville et chasseur dans sa vie civile. Après la mort de Ballaban, l'armée ottomane stationnée en Albanie perd son unité et est rapidement vaincue.